# Ohmwiesen bei Rüdigheim
Ohmwiesen bei Rüdigheim este o arie protejată (arie specială de conservare — SAC, sit de importanță comunitară — SCI) din Germania întinsă pe o suprafață de 198,61 ha, integral pe uscat.

## Localizare
Centrul sitului Ohmwiesen bei Rüdigheim este situat la coordonatele 50°46′47″N 8°56′36″E / 50.7797°N 8.9433°E.

## Înființare
Situl Ohmwiesen bei Rüdigheim a fost declarat sit de importanță comunitară în noiembrie 2004 pentru a proteja 1 specie de animale. Situl a fost protejat și ca arie specială de conservare în martie 2008.

## Biodiversitate
Situată în ecoregiunea continentală, aria protejată conține 2 habitate naturale: Cursuri de apă de la nivel de câmpie la nivel montan, cu vegetație Ranunculion fluitantis și Callitricho-Batrachion, Fânețe de joasă altitudine (Alopecurus pratensis, Sanguisorba officinalis).
La baza desemnării sitului se află o specie protejată de  nevertebrate: phengaris nausithous (Maculinea nausithous).